# Domaine de Pitfour

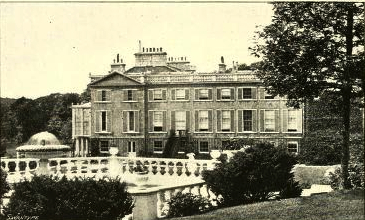
Une vue latérale de Pitfour House, v. fin du 19e siècle

Le domaine de Pitfour, dans la région de Buchan, au nord-est de l’Écosse, était une ancienne baronnie englobant la majeure partie de la paroisse de Longside, qui s'étendait de St Fergus à New Pitsligo. James Ferguson de Badifurrow, qui devint le premier Laird de Pitfour, acheta le domaine en 1700.
Le domaine fut beaucoup rénové par Ferguson et les deux générations suivantes de sa famille. Au sommet du développement de cette propriété de cinquante milles carrés (130 km2) aux XVIIIe et XIXe siècles, elle possédait plusieurs caractéristiques extravagantes, parmi lesquelles un champ de courses de deux milles, un lac artificiel et un observatoire. Le manoir original fut agrandi avant d'être reconstruit. Les espaces verts environnants furent dessinés, des rénovations majeures furent entreprises, et des folies telle qu’une petite réplique de l’Héphaïstéion (dans lequel on croyait que George Ferguson, le cinquième laird gardait des alligators dans un bain froid) furent construites.
Les trois premiers lairds transformèrent le domaine en un actif de grande valeur. Lord Pitfour, le deuxième laird, acheta des terrains supplémentaires parmi lesquels l’abbaye de Deer et le château d’Inverugie. Le fils de Pitfour, James Ferguson, qui devint le troisième laird, continua à améliorer et à développer le domaine en ajoutant le lac et des ponts, et en fondant des villages planifiés. Le troisième laird mourut célibataire et sans enfant, le domaine revint donc au vieux George Ferguson, qui ne fut en possession des biens que pendant quelques mois. George était déjà un homme fortuné qui possédait des terres en Trinité-et-Tobago, mais bien qu’il n’améliora pas le domaine directement, il ajouta un valoir considérable à l’héritage qui revint à son fils illégitime. Les modes de vie fastueux des cinquième et sixième lairds eurent pour effet la séquestration du domaine, qui fut vendu pour acquitter leurs dettes.
Après la Première Guerre mondiale, le reste du domaine fut vendu. Vers 1926, Le manoir fut démoli et on utilisa ses pierres pour construire des maisons communales dans la municipalité à Aberdeen. Plus récemment, Historic Scotland a classé certains des bâtiments restants, y compris la réplique de l’Héphaïstéion, les ponts et les écuries, comme “à haut risque” à cause de leur condition délabrée. En 2003 la chapelle fut restaurée et convertie en résidence privée. Le Banff & Buchan District Council (maintenant Aberdeenshire Council) a acheté et restauré l’observatoire, qui est maintenant accessible au public. Le champ de courses est boisé depuis 1926, et le lac est utilisé par les membres d’un club de pêche privé.

## Les débuts
Le domaine de Pitfour à Mintlaw s’étendait de St Fergus à New Pitsligo et englobait la majeure partie de la paroisse de Longside. On donna le sens de Pitfour dans les dossiers de 1895 du Clan Fergusson comme “cold croft”, (français : petite exploitation agricole froide) mais l'historien John Milne divise ce nom en deux parties et fait connaître le sense comme Pit signifiant “place” (endroit) et foeir ou feur signifiant “grass” (herbe). Sur de vieilles cartes, le domaine de Pitfour se figure comme “Petfouir” ou “Petfour”. Il fut autrefois un des domaines les plus grands et plus connus d’Écosse, et l’historien architectural Charles McKean l'appelait “the Blenheim of Buchan” (le Blenheim de Buchan), “the Blenheim of the North” (le Blenheim du nord) et “the Ascot of the North” (l’Ascot du nord).
Il existe peu de documents mentionnant les terres mais Alexander Stewart (Alexandro Senescalli), le fils légitime du roi Robert II d'Écosse, reçut les terres de Pitfour avec celles de Lunan de son père en 1383. Cependant, Cadenhead écrit en 1887 que Ricardus Mouet, alias Richard Lownan, vendit les terres à Stewart. Pendant les trois siècles suivants les terres ont eu plusieurs propriétaires différents. À mesure de transactions, les terres devinrent la propriété d’un bourgeois d’Aberdeen en 1477 par Egidia Stewart; Walter Innes d’Invermarkie obtint la supériorité féodale sur tous les terrains de Pitfour en 1493; et en 1506 les terres furent achetées par Thomas Innes, qui mourut l'année suivante. Son fils, John, hérita de la propriété, qui resta dans la famille Innes au moins jusqu’en 1581, alors qu’elle appartenait à James Innes et sa femme Agnes Urquhart. Entre 1581 et 1667 George Morrison acheta les terres. Son fils William hérita de la propriété en 1700, et vendit très vite le domaine à James Ferguson, qui devint le premier Laird de Pitfour.
On rapporta les terrains achetés par Ferguson en 1667 dans une charte accordée par Charles II et on les déclara comme englobant les terres et la baronnie de Toux et de Pitfour dans la paroisse de Longside, et le sheriffdom d’Aberdeen, parmi lequel les villes et les terrains de Mintlaw, Longmuir, Dumpston dans la paroisse de Longside, et le comté d’Aberdeen. Plusieurs autres terrains, y compris la baronnie d’Aden et sa tour, son fortin, ses bâtiments d'exploitation et son manoir, et aussi celles de Fortry, le moulin de Rora, Inverquhomrie et Yockieshill, étaient énumérés séparément. Des documents d'État du règne d’Anne (reine de Grande-Bretagne) du XVIIIe siècle rapportent les terrains en faveur de James Ferguson.

## La maison

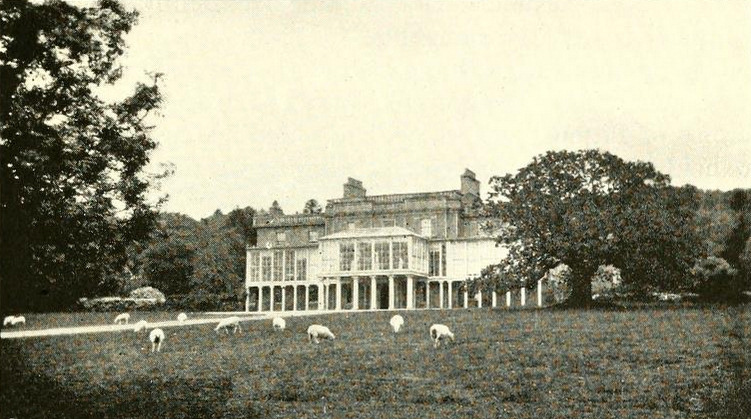
Maison Pitfour vers la fin des années 1800

Le petit manoir original fut modifié pour la première fois au début du XVIIIe siècle. En 1809 le petit-fils du shérif, le troisième laird James Ferguson, employa l’architecte John Smith pour concevoir de nouveaux logements. La maison de trois étages de 98 pieds carrés et haut de 33 pieds qui en résulta était réputée pour avoir 365 fenêtres. Quand le quatrième laird, George (le gouverneur) mourut en 1820, le domaine valait £300,000 avec presque £35,000 de biens meubles. George Ferguson, le cinquième laird (l’Amiral) ajouta une grande galerie vitrée quand il hérita de la maison. L’amiral menait une vie fastueuse mais en dépit d'avoir un revenu important, il s’endetta néanmoins lourdement.
Quand l’amiral mourut après avoir géré le domaine, ce dernier fut hypothéqué à valeur de £250,000, et ce malgré la vente de plusieurs terrains qui étaient au départ compris. La maison se délabra sous le contrôle de George Arthur, le sixième et dernier laird, qui hérita du mode de vie de son père. Le domaine entier fut mis sur le marché en septembre 1909 mais il resta invendu jusqu’après la Première Guerre Mondiale; un spéculateur de Londres, Edgar Fairweather, acheta la maison et ce qui restait du domaine en 1926. Fairweather acheta plusieurs autres domaines écossais, y compris ceux à proximité à Auchmedden et à Strichen; il réduisait généralement les domaines en propriétés plus petites qu’il vendait alors ou louait. La maison fut vendue à une entreprise de construction à Aberdeen et elle fut démolie quelque part entre 1927 et 1930. Après la démolition, on installa la véranda du manoir à l’avant de la ferme de Kinloch à St Fergus. D’autres vestiges du manoir furent découverts dans la ferme, y compris un blason au-dessus de la porte du jardin d’hiver et des carreaux gravés aux armoiries familiales de Ferguson de Pitfour. On transporta les pierres du manoir à Aberdeen pour les utiliser dans la construction du collège de Torry.

## L’écurie et l’école d'équitation

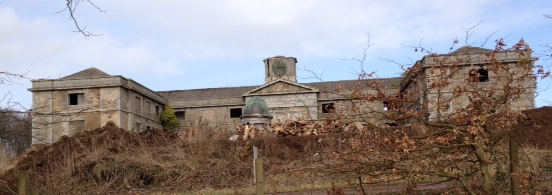
L'écurie de Pitfour est un bâtiment classé et considéré comme “à haut risque” par Historic Scotland.

L’écurie fut construite en 1820, au début du temps où l'Amiral fut propriétaire du domaine, basée sur un design de John Smith; les bâtiments sont situés à l'arrière du manoir. Construit sous forme d’un fer à cheval, un design néoclassique, le bâtiment à deux étages fut construit avec des gravats et des apprêts de granit; on utilisa du granit gris pour le parapet et les pierres d’angles. Les bâtiments principaux étaient initialement “harled” (une finition murale commune en Écosse). À un certain moment, on remplaça le toit d’amiante par le toit d’ardoises original. S’y trouve une rotonde au-dessus d’un clocher en bois, ornée d’un épi de faîtage et d’un dôme de cuivre. Le fronton central de la façade symétrique est un arc surbaissé et possède trois panneaux creusés entre les colonnes. Chaque côté est bordé d'une aile de 3 travées, elle-même rattachée à un pavillon d’une travée.
L’écurie est reliée à une maison attenante à deux étages. Elle hébergeait dix chevaux et comprenait quatre boxes, une sellerie et une habitation pour le cocher; les six chambres au-dessus étaient pour les domestiques. Plus tard on utilisa deux des remises comme garages. En 1997 on mit le bâtiment de l’écurie sur le marché pour environ £70,000. Charles McKean décrit l’écurie comme “straddling the skyline like a palace” (enfourchant la ligne d’horizon comme un palais). Historic Scotland définit les écuries comme un bâtiment à très haut risque, et en 1997 elles furent décrites comme inutilisées et délabrées dans une documentation publicitaire.

## Héphaïstéion
À côté du lac se dressait un temple dorique grec de six travées, une petite réplique de l’Héphaïstéion. Sa date de construction n’est pas connue; il est possible qu’il ait été construit pendant le temps de James Ferguson, le troisième laird, ou sous l’instruction de George Ferguson, le cinquième laird. L’historien de la région, Alex Buchan l’attribue à James, le troisième laird; selon Historic Scotland, on l’a construit environ en 1835. Comme le manoir, la construction du temple est attribuée à l'architecte John Smith. Mesurant 8 mètres par 16 mètres, il possède six colonnes aux deux extrémités et treize colonnes de chaque côté. Il avait un toit plat avec un entablement de bois orné et contenait un bain d’eau froide dans lequel on croyait que George, le cinquième laird, gardait des alligators,. En 2013, le temple était en ruine: il est soutenu par un échafaudage depuis 1992 et Historic Scotland l’a ajouté à la liste des bâtiments dans un état critique.

## Le champ de courses et l'observatoire

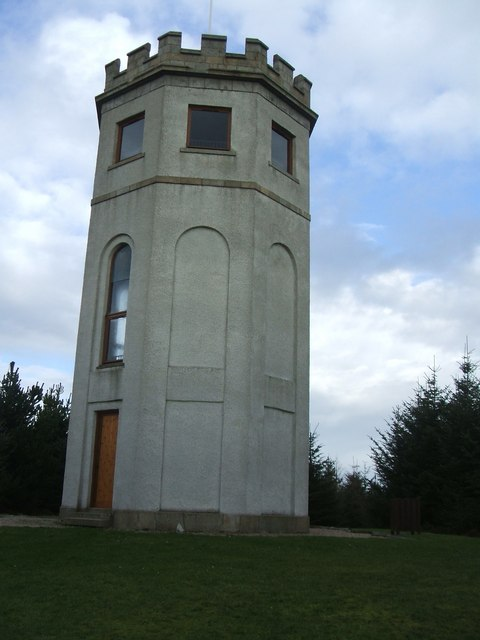
L'observatoire de Drinnie a été construit par le cinquième laird, George Ferguson, et a été rénové par le conseil local.

George Ferguson (l’Amiral) fit construire un champ de courses d’environ 3,5 kilomètres de long et 16 mètres de large près de White Cow Woods, une zone assez plate. Cela mena au surnom “Ascot of the North” (Ascot du nord) du domaine.
En 1845, l’Amiral fit construit un observatoire, conçu à nouveau par l’architecte John Smith. Il s’agit d’une tour octogonale avec un parapet crénelé, au design symétrique. Il fut entièrement rénové par le Banff & Buchan District Council (conseil général de Banff et Buchan) en 1983.,

### Citations
1. ↑  
« Pitfour estate » [archive du 26 mai 2013], Mintlaw Community Council (consulté le 15 janvier 2013)
2. ↑  Hay et May 2000, p. 210. none
3. ↑  Ferguson et Fergusson (1895), p. 573
4. ↑  
« John Milne Ref:MS 2085 » [archive du 12 septembre 2015], University of Aberdeen (consulté le 12 septembre 2015)
5. ↑  Milne (1912), p. 261
6. 1 2 3  Buchan (2008), p. 4
7. ↑  
« Wonderful insight into the history of Pitfour estate », Buchan Observer, Peterhead,‎ 25 novembre 2008 (lire en ligne [archive du 26 mai 2013], consulté le 15 janvier 2013)
8. ↑  McKean (1990), p. 91–92
9. ↑  
« Obituary: Prof Charles McKean, architectural historian », The Scotsman,‎ 1er octobre 2013 (lire en ligne [archive du 10 octobre 2013], consulté le 10 octobre 2013)
10. ↑  Ferguson (1913), p. 34
11. ↑  Fittis (1878), p. 235
12. ↑  Cadenhead (1887), p. 31
13. ↑  Ferguson (1913), p. 34–35
14. ↑  Hay et May (2000), p. 212
15. ↑  
R. P. Mahaffy (editor), « Anne: Table IX. Scottish Warrants and Commissions » , sur Calendar of State Papers Domestic: Anne, 1702-3, Institute of Historical Research, 1916 (consulté le 13 février 2013)
16. ↑  Buchan (2008), p. 39
17. ↑  Buchan (2008), p. 76
18. 1 2  Buchan (2008), p. 49
19. ↑  Hay et May (2000), p. 213
20. 1 2  Buchan (2008), p. 53
21. ↑  Buchan (2008), p. 53–54
22. ↑  
Douglas G. Lockhart, « Lotted Lands and Planned Villages in North-East Scotland », The Agricultural History Review, British Agricultural History Society, 2001 (JSTOR 40275687)
23. 1 2 3 4  
« Pitfour House Stables, Ref No:1191 » [archive du 26 mai 2013], Buildings at risk register (consulté le 10 janvier 2013)
24. 1 2  McKean (1990), p. 92
25. ↑  
« Kinloch Farmhouse (Ref No:18976) » [archive du 26 mai 2013], Historic Scotland (consulté le 14 février 2013)
26. ↑  Buchan (2008), p. 124
27. 1 2 3  
Jenny Shields, « National Treasures Worth Rescuing from the Rubble », Daily Mail,‎ 23 mai 1997 (lire en ligne , consulté le 1er avril 2013)
28. ↑  Buchan (2008), p. 80
29. 1 2 3  Buchan (2008), p. 81
30. 1 2  
« Pitfour House, Temple of Theseus » [archive du 10 juillet 2013], Canmore (consulté le 10 janvier 2013)
31. ↑  Buchan (2008), p. 77
32. 1 2 3  
« Pitfour House: Temple of Theseus, Pitfour House Estate » [archive du 27 mai 2013], Buildings at Risk register (consulté le 27 mai 2013)
33. 1 2  « New owner hopes to restore estate to former glory » [archive du 26 mai 2013], STV (consulté le 17 novembre 2012)
34. ↑  Buchan (2008), p. 78
35. ↑  McKean (1990), p. 93
36. ↑  « NJ94NE0050 – Drinnie's Wood » [archive du 27 mai 2013], Aberdeenshire Council (consulté le 27 mai 2013)
37. ↑  
« Sites of interest » [archive du 10 juillet 2013], Aden Country Park (consulté le 10 janvier 2013)